# 성낙승
성낙승(1935년 ~ )는 대한민국의 언론인, 대학교수이다. 

## 학력
- 대구 대건고등학교
- 고려대학교 법과대학 법학과 졸업
- 서울대학교 대학원 행정학 석사

## 경력
한국방송광고공사 한국국제방송교류재단 아리랑국제방송 사장 금강대학교 총장